# Tarucus mediterranea
Tarucus mediterranea är en fjärilsart som beskrevs av Bethune-Baker 1918. Tarucus mediterranea ingår i släktet Tarucus och familjen juvelvingar. Inga underarter finns listade i Catalogue of Life.